# إيمي داميريوس كوينين
إيمي داميريوس كوينين (بالإنجليزية: Emmy Damerius-Koenen)‏‏ (15 مارس 1903 - 21 مايو 1987 ) سياسية، وصحفية من ألمانيا الشرقية. كانت عضوة في حزب الوحدة الاشتراكية الألماني والحزب الشيوعي في ألمانيا.